# Wilhelm von Leeb
vitez Wilhelm von Leeb; nemški feldmaršal in plemič, * 5. september 1876, Passau, Nemčija, † 29. april 1956, Hohenschwangau. 
von Leeb je nastopil v vojaško službo leta 1895. Med letoma 1899 in 1901 je služil na kitajskem v boksarski vstaji. Zatem se je vrnil v domovino in obiskoval vojno akademijo ter postal štabni častnik. V času prve svetovne vojne je služil na vzhodni in balkanski fronti in si že leta 1915 prislužil viteški naziv. V vojski je ostal tudi v povojnem obdobju, ko so na oblast prišli nacisti je bil poveljnik bavarskega vojaškega okrožja. Leta 1938 je vodil 12. armado pri zasedbi Sudetov. Bil je med najvidnejšimi nemškimi generali v prvem delu druge svetovne vojne. Tako je med bitko za Francijo leta 1940 poveljeval armadam, ki so stale nasproti utrjene linije Maginot. Leta 1941 je vodil Armadno skupino Sever v napadu na Sovjetsko zvezo, v tako imenovani Operaciji Barbarossa. Ko je nemška ofenziva zastala v hudi ruski zimi 1941-42 je prišel v navzkrižje z Hitlerjem, ki Leeba ni cenil, in ko je januarja 1942 ponudil odstop ga je ta sprejel. Hitler mu zatem ni nikoli več ponudil novega položaja in ostanek vojne je preživel v rezervi. Umrl je leta 1956, potem ko so ga v Nürnbergu obsodili zaradi vojskovanja proti človeštvu.